# Егилмар II (Олденбург)
Егилмар II фон Олденбург (на немски: Egilmar II von Oldenburg; * ок. 1070 в Олденбург; † 1142) е граф на Олденбург (1108 – 1142), един от основателите на Дом Олденбург.

## Биография
Той е син на Егилмар I (1040 – 1112) и Рихенза от Дитмаршен († сл. 1108), дъщеря на Ида фон Елсдорф.
Егилмар II фон Олденбург освен това е шериф на Растеде и „Св. Александер“ във Вилдесхаузен. Той умира през 1145 г. и е погребан в Ядело (Jadelo).

## Фамилия
Егилмар II фон Олденбург се жени за Айлика фон Верл-Ритберг, дъщеря на граф Хайнрих II фон Ритберг († 1116) и графиня Беатрикс фон Хилдрицхаузен († 1115/1122), дъщеря на граф Хайнрих II фон Хилдрицхаузен, маркграф на баварския Нордгау († сл. 1089) и съпругата му Беатрикс фон Швайнфурт († 1104). Те имат децата:
- Хайнрих I (* ок. 1122, † 1167), от 1142 г. граф на Олденбург-Вилдесхаузен, основава линията Вилдесхаузен.
- Кристиан I (* ок. 1123, † ок. 1167), от 1142 г. граф на Олденбург
- Беатрикс фон Олденбург (* ок. 1124, † пр. 1184), ∞ 1150 еделхер Фридрих фон Ампфурт († сл. 1187)
- Хайлвих (Айлика) фон Олденбург (* ок. 1126, † 28 февруари 1189, ∞ граф Хайнрих I фон Текленбург († сл. 1156)
- Ото фон Олденбург (* ок. 1130, † 22 юли 1184), домпропст/приор в Бремен